# Kiesha Brown
Kiesha Lindsay Brown (Atlanta, 13 gennaio 1979) è un'ex cestista statunitense, professionista nella WNBA.